# Halsbetændelse
 Halsbetændelse  (lat: pharyngo-tonsillitis, tonsillitis eller pharyngitis) er en akut betændelse typisk i svælget (pharynx). Der kan også være betændelse i mandlerne (tonsillerne). 
Halsbetændelse er i langt de fleste tilfælde forårsaget af vira. I ca. 30% af tilfældene skyldes halsbetændelse bakterier som f.eks. streptokokker. Bakteriel halsbetændelse behandles med antibiotika, typisk penicillin. Halsbetændelse kan give høj feber.